# Newe Herzog
Newe Herzog (hebr.: ישיבת נווה הרצוג) – wieś położona w samorządzie regionu Chewel Jawne, w Dystrykcie Centralnym, w Izraelu.
Leży w pobliżu miasta Jawne.